# Guinea-bissauische Volleyballnationalmannschaft der Männer
Die guinea-bissauische Volleyballnationalmannschaft der Männer ist die Auswahl guinea-bissauischer Volleyballspieler, welche die Federação de Voleibol da Guiné-Bissau (FVBGB) auf internationaler Ebene, beispielsweise in Freundschaftsspielen gegen die Auswahlmannschaften anderer nationaler Verbände, aber auch bei internationalen Wettbewerben repräsentiert. 1992 trat der nationale Verband dem Weltverband Fédération Internationale de Volleyball (FIVB) bei. Im Oktober 2021 wurde die Mannschaft auf dem 20. Platz der kontinentalen Rangliste geführt.

## Internationale Wettbewerbe

### Guinea-Bissau bei Weltmeisterschaften
Die Mannschaft konnte sich bisher nicht für eine Weltmeisterschaft qualifizieren.

### Guinea-Bissau bei Olympischen Spielen
Bisher gelang es der Mannschaft nicht, sich für die olympischen Wettbewerbe zu qualifizieren.

### Guinea-Bissau bei Afrikameisterschaften
Die Mannschaft kann bisher keine Teilnahmen an der Afrikameisterschaft vorweisen.

### Guinea-Bissau bei den Afrikaspielen
Guinea-Bissaus Volleyballnationalmannschaft der Männer nahm bisher einmal an den Wettbewerben der Afrikaspiele teil: 1999 erreichte die Mannschaft den neunten Platz.

### Guinea-Bissau beim World Cup
Guinea-Bissau kann bisher keine Teilnahme am World Cup – dem Qualifikationsturnier für die Olympischen Spiele – vorweisen.

### Guinea-Bissau in der Weltliga
Die Weltliga fand bisher ohne guinea-bissauische Beteiligung statt.